# 文昌塔 (明城鎮)
文昌塔，位于中国广东省佛山市高明区明城镇明七路332号，建于清代，1983年12月1日公布为高明市文物保护单位，2006年10月25日列入第四批佛山市文物保护单位，2022年7月23日公布为广东省文物保护单位。